# Bronx Tennis Classic
Il Bronx Tennis Classic, noto come GHI Bronx Tennis Classic per motivi di sponsorizzazione, è stato un torneo professionistico maschile di tennis che faceva parte delle ATP Challenger Series. Si è giocato annualmente dal 1993 al 2008 sui campi in cemento del Bronx International Youth Tennis Center al Bronx di New York, negli Stati Uniti d'America. È stato il più grande evento del Challenger Pro Circuit maschile e femminile organizzato dalla US Tennis Association (USTA), la federazione tennistica statunitense.

## Albo d'oro

### Singolare
| Anno | Campione               | Finalista            | Score               |
| ---- | ---------------------- | -------------------- | ------------------- |
| 1993 | Jean-Philippe Fleurian | Chris Wilkinson      | 3–6, 7–5, 6–2       |
| 1994 | Alejo Mancisidor       | Chris Woodruff       | 6–2, 6–4            |
| 1995 | Tamer El Sawy (2)      | Hicham Arazi         | 5–7, 6–3, 6–2       |
| 1996 | Tamer El Sawy (1)      | Pablo Campana        | 6–1, 6–4            |
| 1997 | Michael Sell           | Gianluca Pozzi       | 3–6, 6–4, 6–3       |
| 1998 | Miles MacLagan         | Oren Motevassel      | 7–6(2), 6–2         |
| 1999 | Alexander Popp         | Sébastien de Chaunac | 6(4)–7, 7–6(4), 6–0 |
| 2000 | Hyung-Taik Lee         | Reginald Willems     | 6–4, 6–1            |
| 2001 | Björn Phau             | Andy Ram             | 6–2, 6–4            |
| 2002 | Mardy Fish             | Denis Golovanov      | 1–6, 6–1, 7–5       |
| 2003 | Ivo Karlović           | Dmitrij Tursunov     | 6–3, 6–3            |
| 2004 | Julien Jeanpierre      | Peter Wessels        | 7–6(4), 3–6, 6–3    |
| 2005 | Thierry Ascione        | Brian Vahaly         | 6–2, 6–3            |
| 2006 | Michael Russell        | Paul Capdeville      | 6–0, 6–2            |
| 2007 | Sam Warburg            | Bruno Echagaray      | 6–3, 6(5)–7, 6–3    |
| 2008 | Lukáš Dlouhý           | Leonardo Mayer       | 6–0, 6–1            |

### Doppio
| Anno | Campioni                           | Finalista                      | Score               |
| ---- | ---------------------------------- | ------------------------------ | ------------------- |
| 1993 | Johan De Beer Kevin Ullyett        | Wayne Arthurs Grant Doyle      | 7–6, 7–6            |
| 1994 | Chris Bailey Lars-Anders Wahlgren  | Bing Pan Jia-Ping Xia          | 6–3, 7–5            |
| 1995 | James Holmes Ross Matheson         | Steven Downs James Greenhalgh  | 6–3, 5–7, 6–3       |
| 1996 | David DiLucia Scott Humphries      | Chris Haggard Chris Wilkinson  | 6–4, 6–1            |
| 1997 | Nelson Aerts André Sá              | Michael Sell Myles Wakefield   | 4–6, 7–5, 6–1       |
| 1998 | Jared Palmer Takao Suzuki          | Ota Fukárek Gabriel Trifu      | 6–1, 6–2            |
| 1999 | Jeff Coetzee Alejandro Hernández   | Rob Givone Glenn Weiner        | 6–4, 6–1            |
| 2000 | Petr Luxa Wesley Whitehouse        | Hyung-Taik Lee Yong-Il Yoon    | 3–6, 6–3, 6–2       |
| 2001 | Kelly Gullett Bobby Kokavec        | Andrew Nisker Gavin Sontag     | 6–4, 6–3            |
| 2002 | Jamie Delgado Arvind Parmar        | Karol Beck Tomáš Zíb           | 7–6(6), 6–1         |
| 2003 | Julien Benneteau Nicolas Mahut     | Martín García Graydon Oliver   | 6–3, 6–1            |
| 2004 | Huntley Montgomery Tripp Phillips  | Igor' Kunicyn Uros Vico        | 7–6(6), 6(8)–7, 6–2 |
| 2005 | Cecil Mamiit Brian Vahaly          | Julien Benneteau Nicolas Mahut | 6–4, 6–4            |
| 2006 | Martin Lee Harel Levy              | Scott Lipsky David Martin      | 6–4, 7–5            |
| 2007 | Rohan Bopanna Aisam-ul-Haq Qureshi | Alberto Francis Phillip King   | 6–3, 2–6, [10–5]    |
| 2008 | Lukáš Dlouhý Tomáš Zíb             | Andreas Beck Martin Fischer    | 3–6, 6–4, [11–9]    |